# Paul Joseph Watson
Paul Joseph Watson (født 24. maj 1982), er en britisk højreorienteret YouTuber, radiovært og forfatter, som er kendt for sine holdninger, der er blevet beskrevet som højreekstreme. Han har tidligere været en del af alt-right, men identificerer sig i dag med den nye højrefløj, han betegnes dog stadig som højreradikal af flere kilder.
Han startede som journalist ved Alex Jones' InfoWars i 2002, hvor han blandt andet har spredt konspirationsteorier om 9/11, og New World Order.